# サンキュー サマーラブ
「サンキュー サマーラブ」は、KARAの9枚目のシングル。2013年7月24日に、ユニバーサルミュージックから発売した。

## 概要
前作「バイバイ ハッピーデイズ!」から、約4か月ぶりのシングル。今回は、初回盤2形態とユニバーサルミュージックストア限定のメンバーソロver.5形態の
計7形態で発売。表題曲、カップリング曲ともサマーソングとなっている。

## 収録曲

### 初回盤A
CD
1. サンキュー サマーラブ
作詞：下地悠 作曲：宅見将典（キーボード、ギターの演奏も担当） 編曲：宅見将典、ArmySlick
2. HANABI
作詞：Litz、NA.ZU.NA 作曲：NA.ZU.NA、PRINCE.YK 編曲：NA.ZU.NA、ArmySlick
3. サンキュー サマーラブ (Instrumental)
4. HANABI (Instrumental)

DVD
1. サンキュー サマーラブ (Music Video Clip)
2. サンキュー サマーラブ (Dance Shot Ver.)
3. サンキュー サマーラブ (Music Video Clip オフショット)

### 初回盤B
CD
1. サンキュー サマーラブ
2. HANABI
3. サンキュー サマーラブ (Instrumental)
4. HANABI (Instrumental)
5. Love Letter (韓国語曲)
作詞・作曲・編曲：Kim Won Hyun
  - ボーナストラック。なくなり次第ボーナストラックなしの通常盤に移行。

### メンバーソロver.
CD
1. サンキュー サマーラブ
2. HANABI
3. サンキュー サマーラブ (Instrumental)
4. HANABI (Instrumental)

DVD (GYU RI Ver.)
1. サンキュー サマーラブ (Music Video Clip GYU RI Ver.)
2. サンキュー サマーラブ (Music Video Clip GYU RI オフショット)

DVD (SEUNG YEON Ver.)
1. サンキュー サマーラブ (Music Video Clip SEUNG YEON Ver. )
2. サンキュー サマーラブ (Music Video Clip SEUNG YEON オフショット)

DVD (NICOLE Ver.)
1. サンキュー サマーラブ (Music Video Clip NICOLE Ver.)
2. サンキュー サマーラブ (Music Video Clip NICOLE オフショット)

DVD (HARA Ver.)
1. サンキュー サマーラブ (Music Video Clip HARA Ver.)
2. サンキュー サマーラブ (Music Video Clip HARA オフショット)

DVD (JI YOUNG Ver.)
1. サンキュー サマーラブ (Music Video Clip JI YOUNG Ver.)
2. サンキュー サマーラブ (Music Video Clip JI YOUNG オフショット)